# Ruddervoorde
Ruddervoorde est une section et un village de la commune belge d'Oostkamp situés en Région flamande dans la province de Flandre-Occidentale. C'était une commune à part entière avant la fusion des communes de 1977.

## Démographie

### Évolution démographique
- Sources : INS, Rem. : 1831 jusqu'en 1970 = recensements, 1976 = nombre d'habitants au 31 décembre[2].

## Personnalités remarquables
- Thomas Buffel, footballeur
- Famille de Witte de Ruddervoorde
- Famille Serruys, baillis de Ruddervoorde
- Baron Arthur Pecsteen

## Galerie

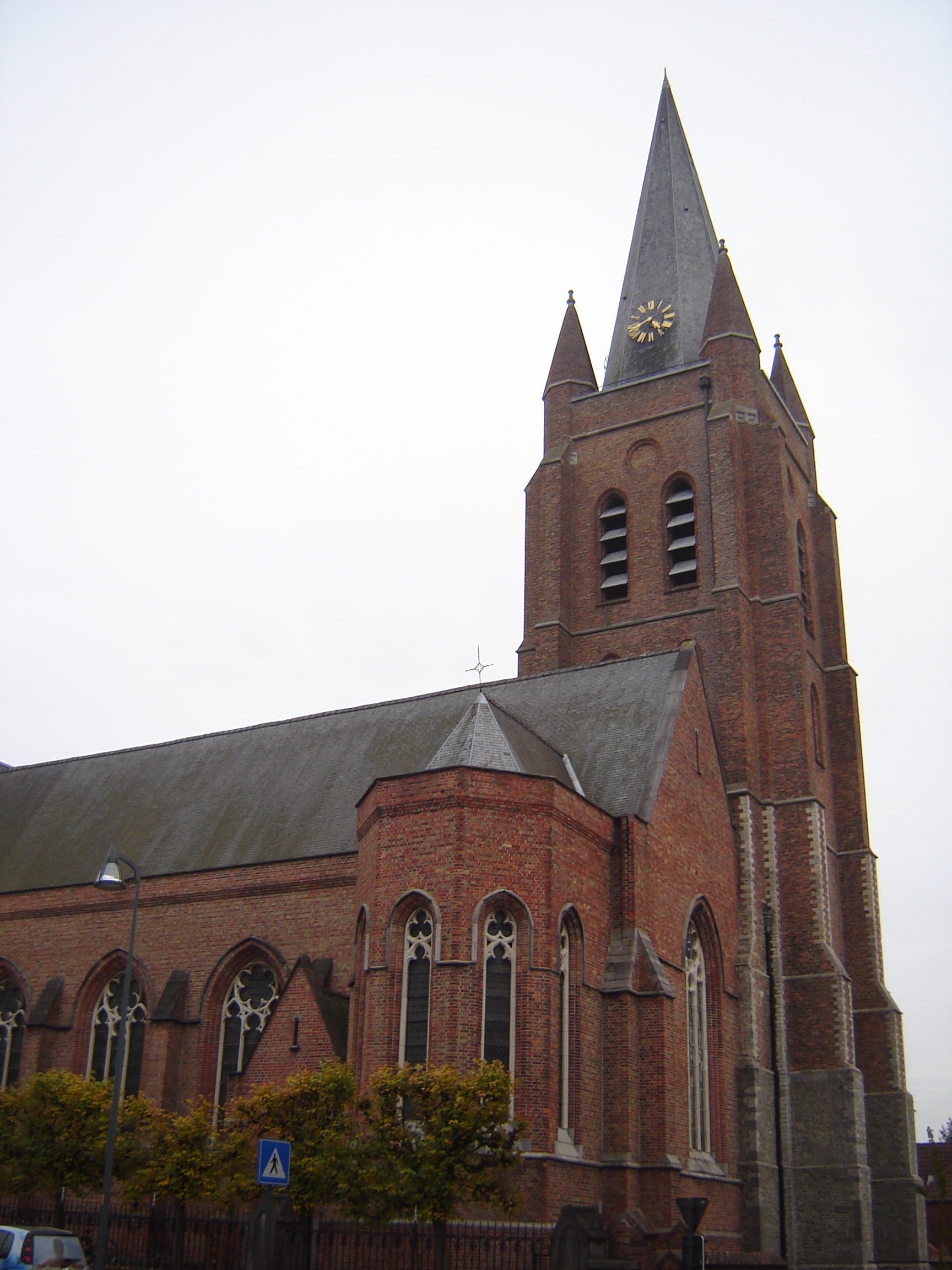
Église Saint-Éloi (Sint-Eligiuskerk)
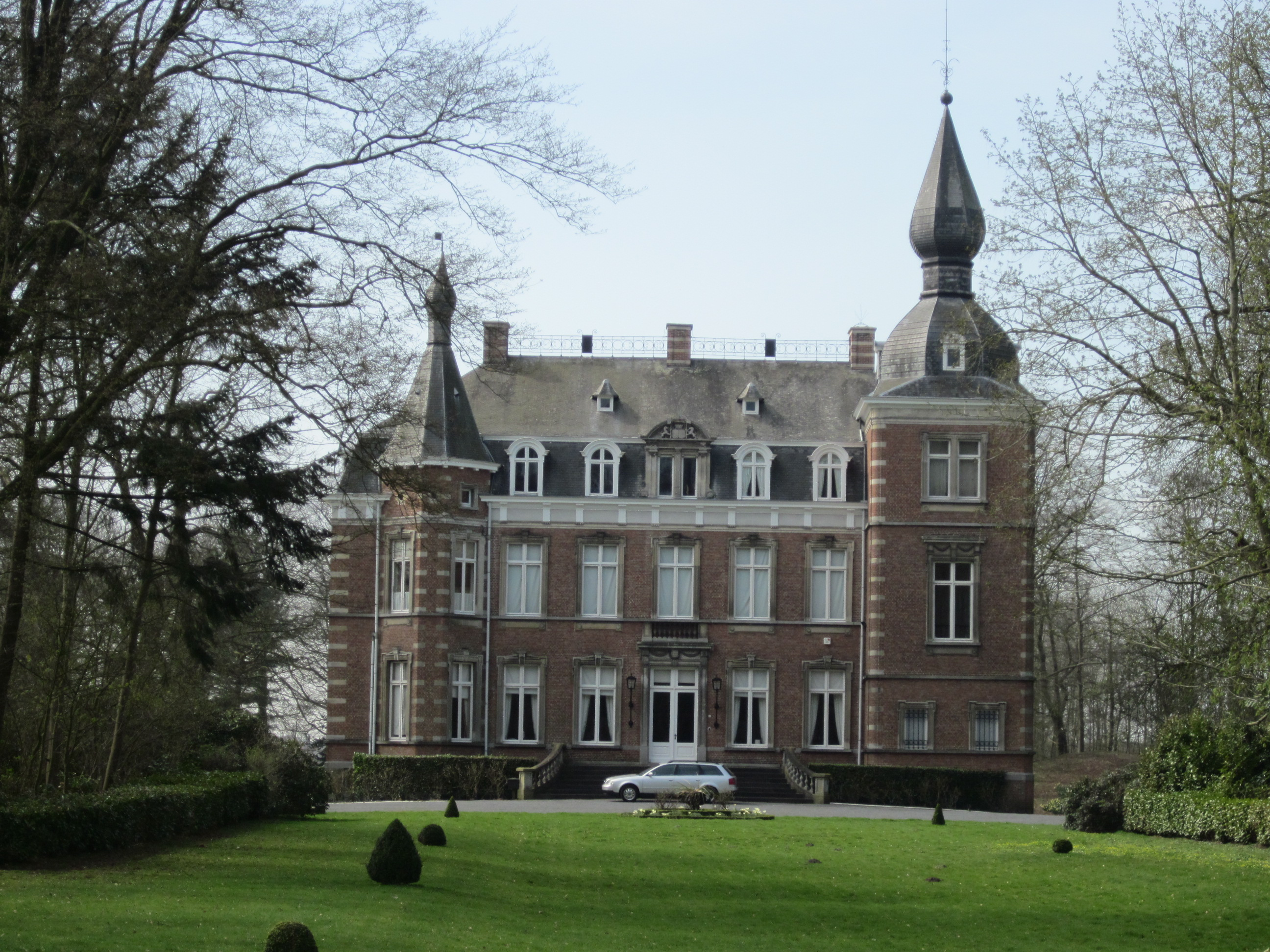
Château Pecsteen
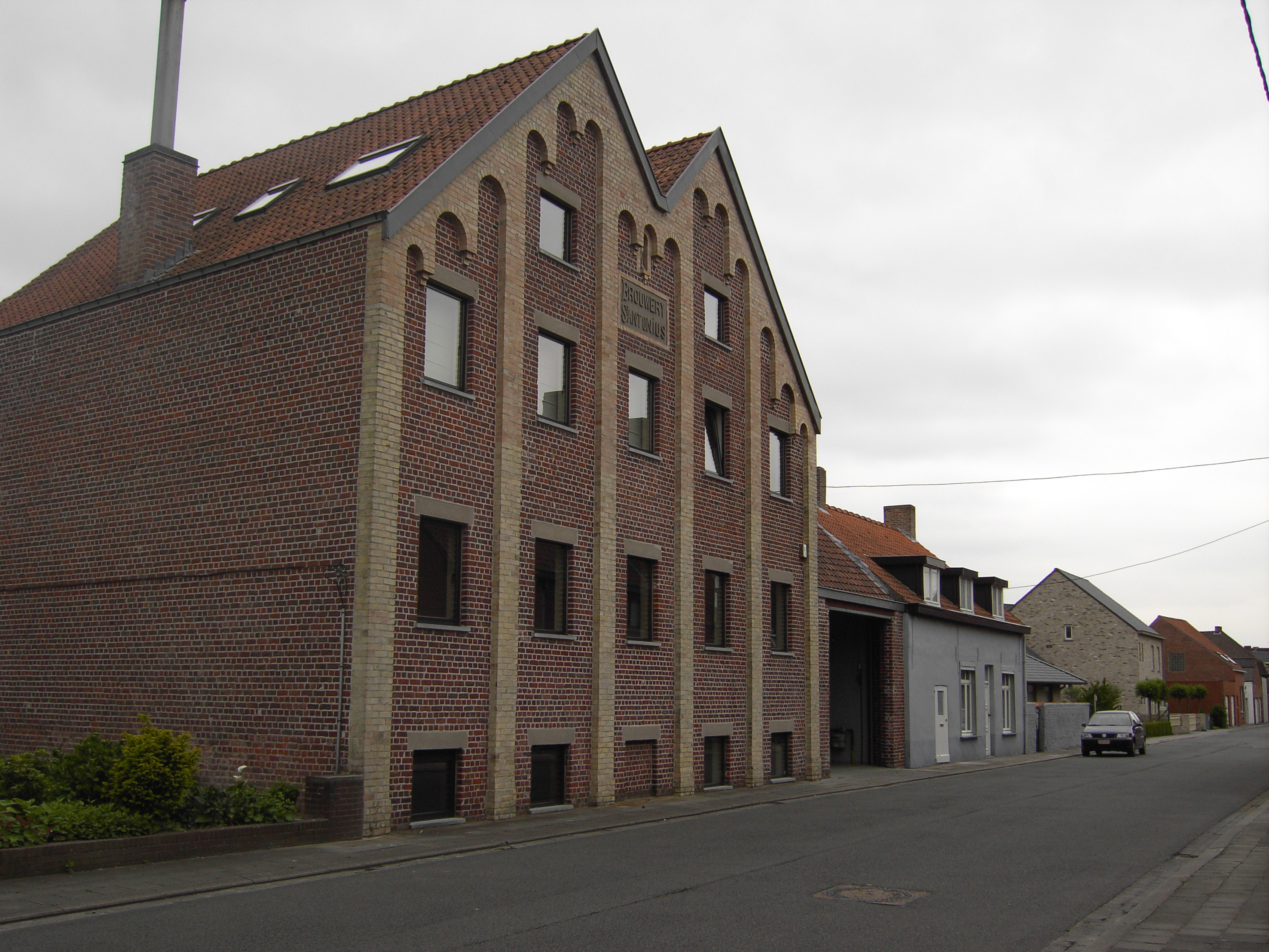
Brasserie Sint-Antonius
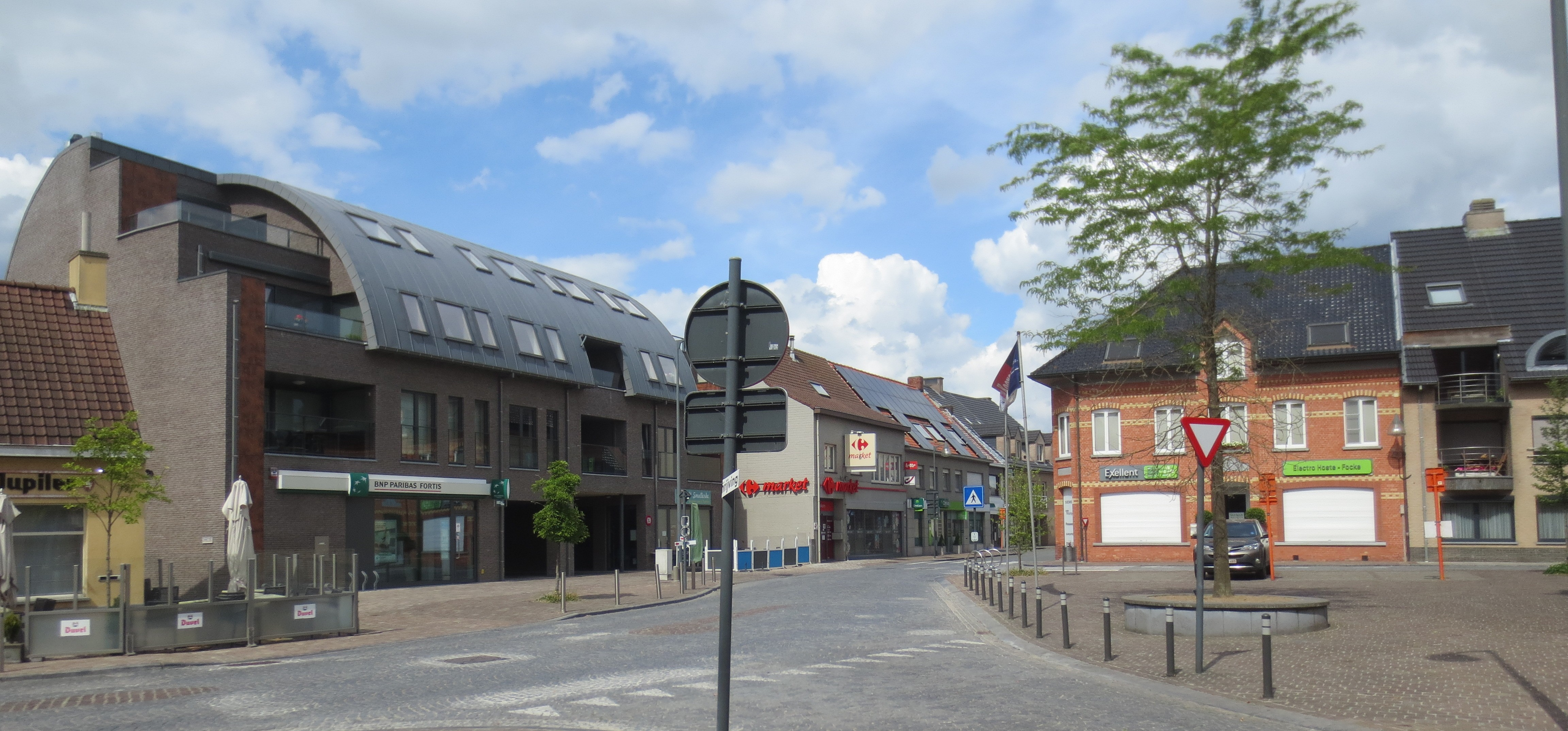
La route.
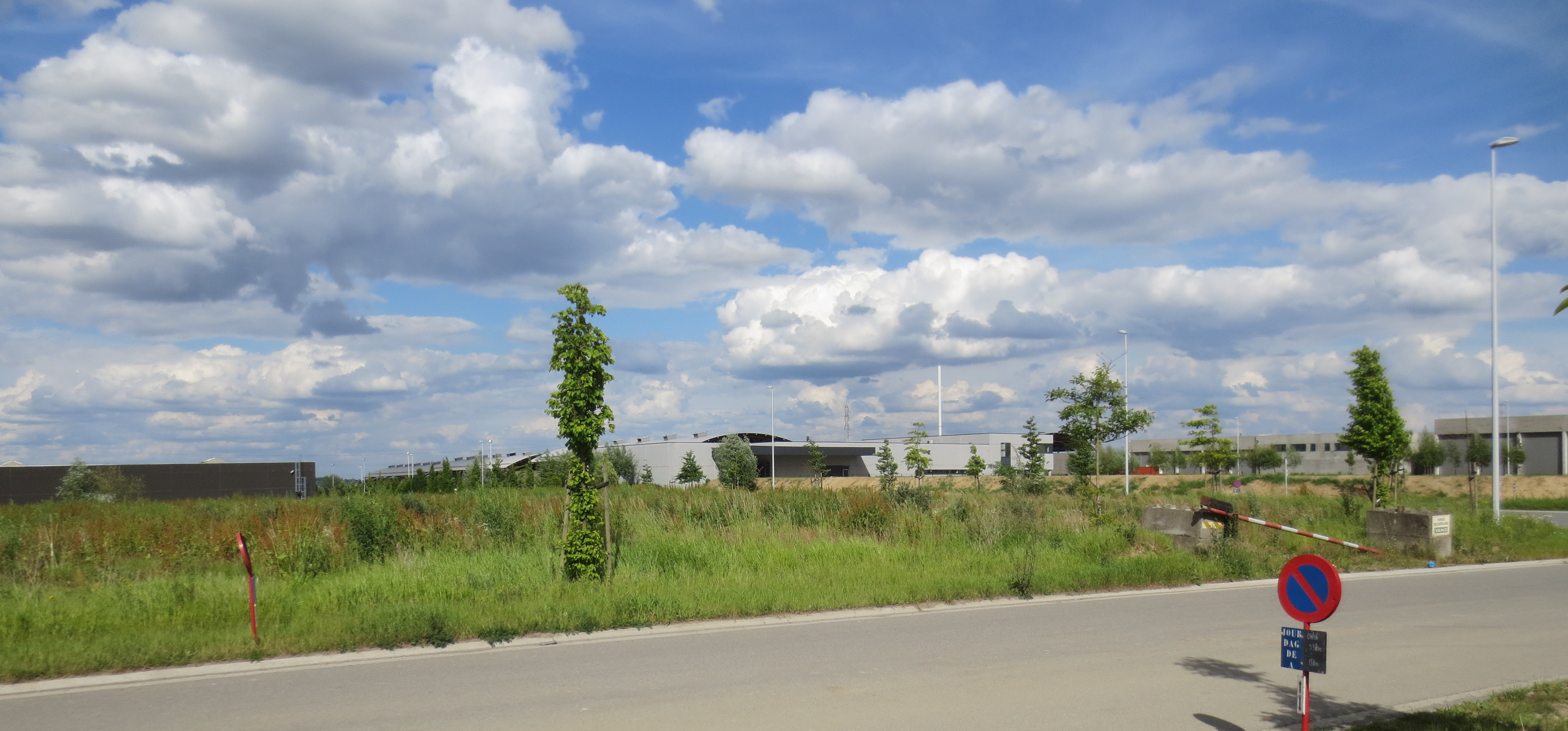
Vue panoramique.
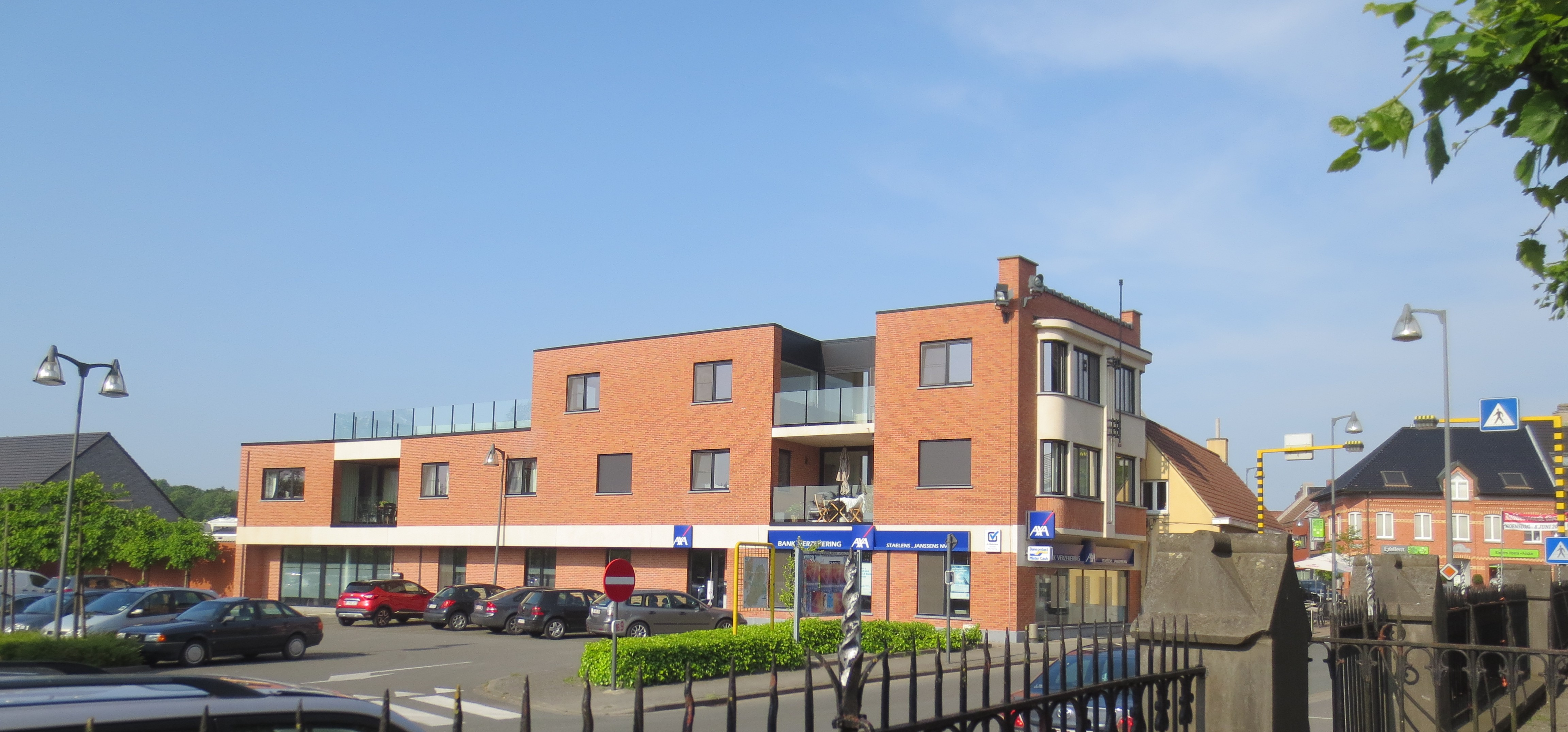
Le parking.
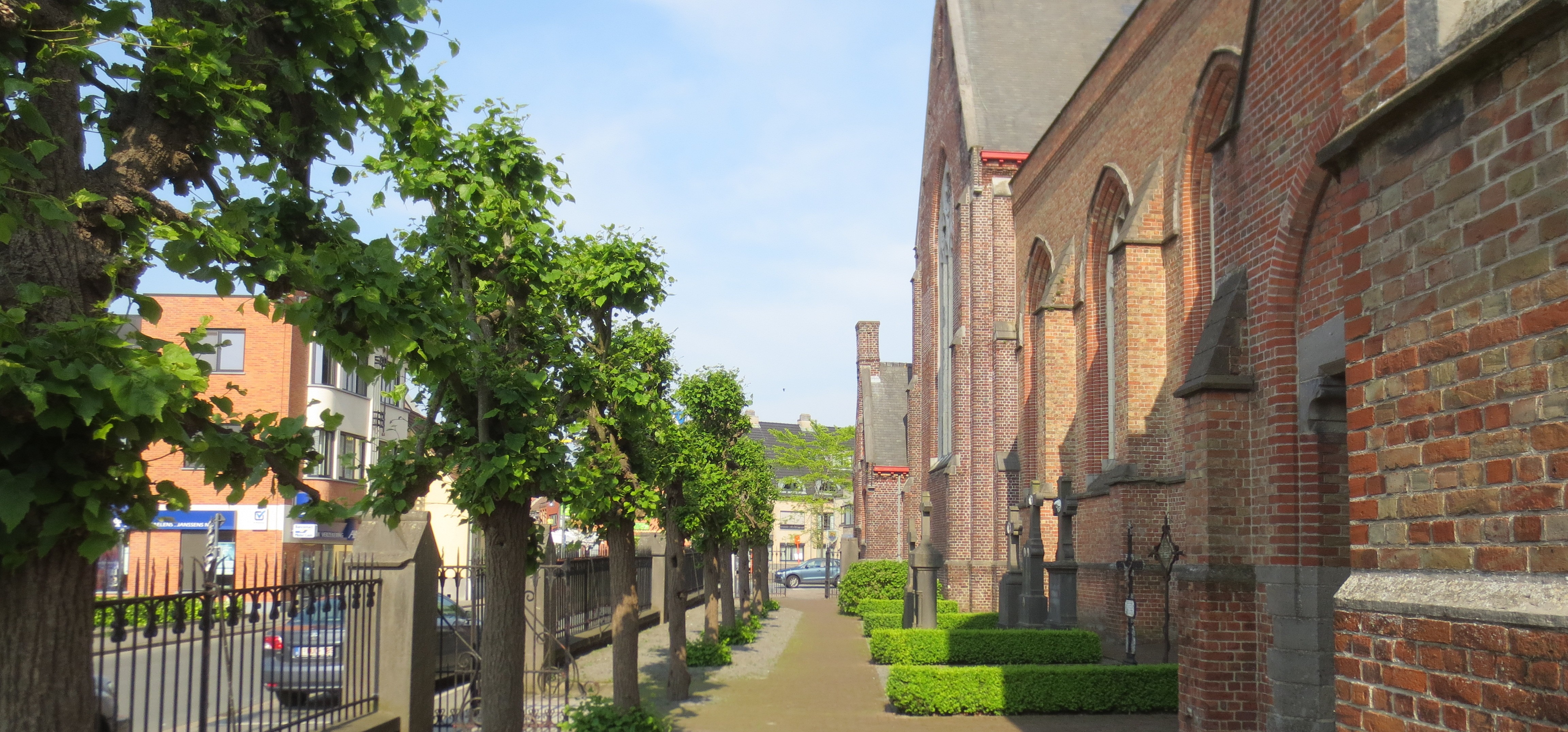
L'église.